# シナロア・カルテル

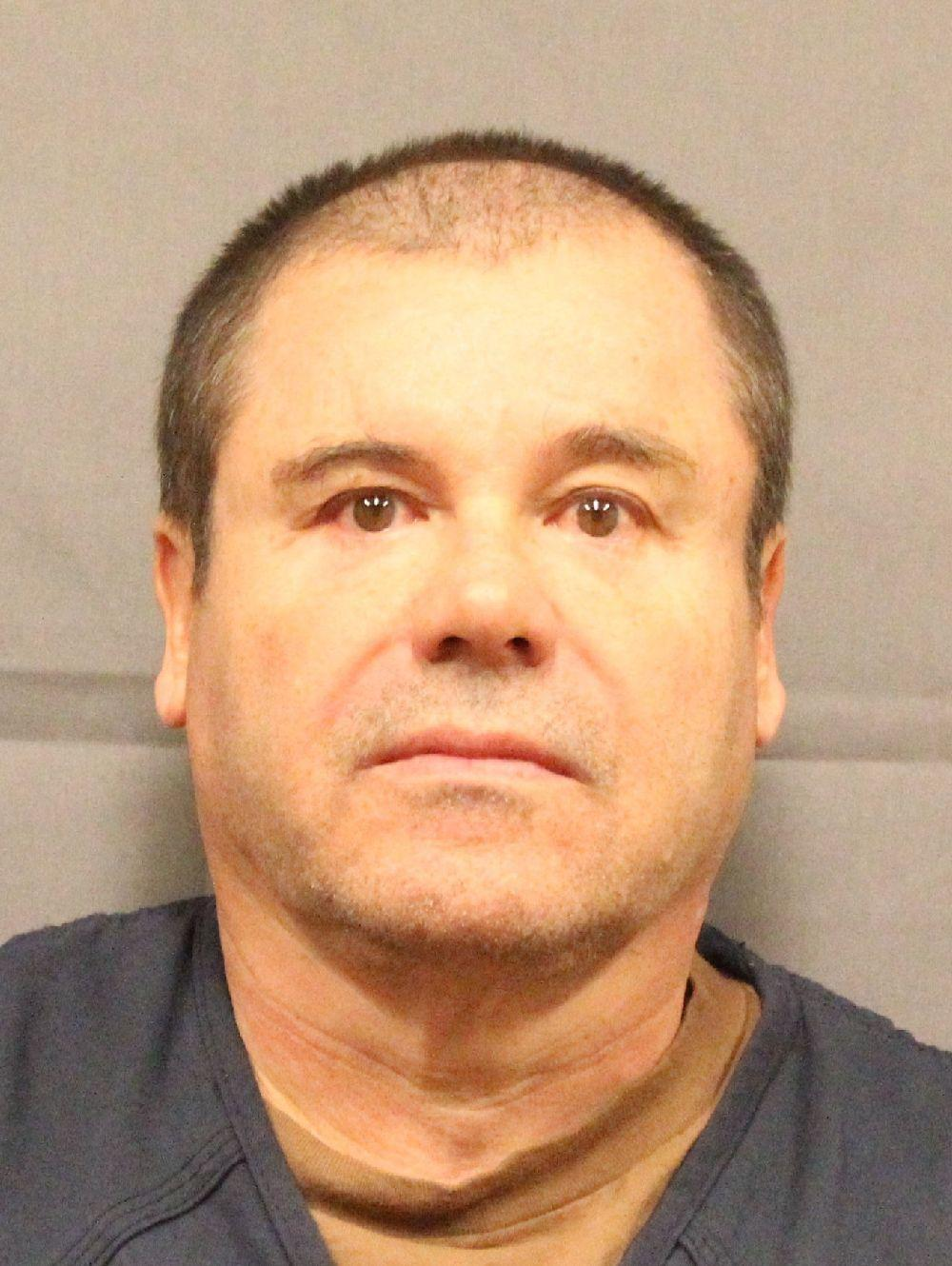
収監中の「エル・チャポ」ことホアキン・グスマン

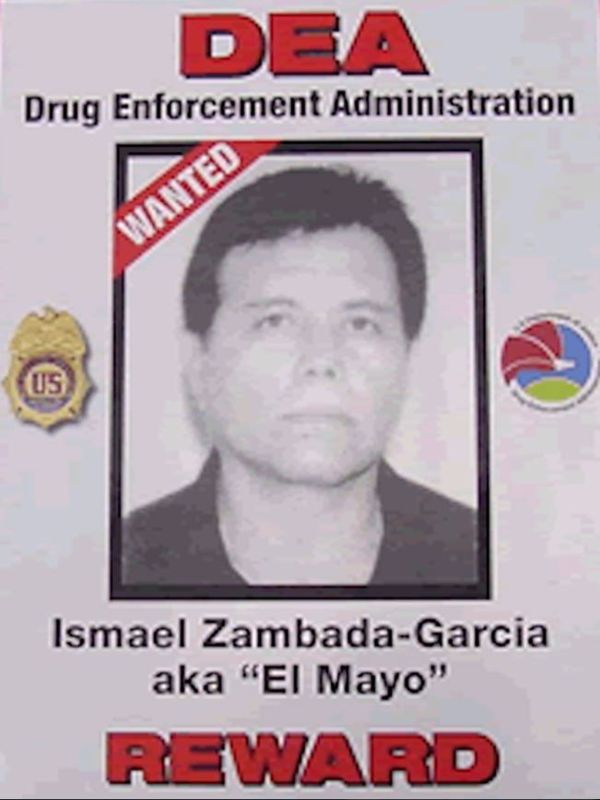
最高幹部の「エル・マジョ」ことイスマエル・サンバダ・ガルシアのDEAによる手配写真

シナロア・カルテル（スペイン語: Cártel de Sinaloa、略称：CDS）は、メキシコの犯罪組織、麻薬カルテル。メキシコ国内最大の犯罪組織であるとされる。

## 概要
ホアキン・グスマン（通称「エル・チャポ」）、イスマエル・サンバダ・ガルシア（通称「エル・マジョ」）、フアン・ホセ・エスパラゴーサ・モレーノ、イグナシオ・コロネル・ビジャレアル、アドリアン・ゴメス・ゴンサーレスの5人をリーダーとして1989年に結成され、本拠地のシナロア州やソノラ州、バハ・カリフォルニア州に活動拠点を広げる。内部分裂した後、サンバダ・ガルシアとエスパラゴーサ・モレーノの高齢を理由として、グスマンが後継者に指名され、組織を完全に掌握した。
1993年のグスマン逮捕や、1995年7月のパルマ逮捕で一時的に弱体化するも、2001年にグスマンが脱獄し組織は再び勢力を盛り返した。しかし、2010年7月に同組織のナンバー2だったビジャレアルがメキシコ軍に射殺され、大打撃を被った。現在はサンバダ・ガルシア、エスパラゴーサ・モレーノ、グスマンの４人の息子（オビディオ・グスマン、ホアキン・グスマン・ロペス、ヘスス・アルフレド・グスマン・サラザール、イヴァン・アーキバルド・グスマン・サラザールの6人が指名手配され、アメリカ政府とメキシコ政府が懸賞金（ガルシアにはアメリカ国務省により最大1500万ドル、他の5人には最大500万ドル）を掛けて行方を追っている。
2014年2月22日、グスマンは、シナロア州マサトランのリゾートマンションに潜伏していたところをメキシコ海軍海兵隊に襲撃され、再逮捕された。しかし2015年7月、収監されていたアルティプラノ刑務所からトンネルを使い脱獄した。
だが、2016年1月8日になり再び逮捕された。
グスマンがアメリカで収監された後は、イスマエル・サンバダとグスマンの4人の息子により組織が運営されていた。グスマンの息子の内、末っ子のオビディオ・グスマンは2019年10月17日、メキシコ国家警備隊は、メキシコ北西部の都市クリアカンで捕捉、一時は拘束することに成功したが、組織が銃撃戦で反撃を開始したため、準備不足であったとして作戦そのものを中止し、オビディオを釈放している。
2023年1月5日、再びメキシコ治安当局がクリアカンで拘束し、カルテルとの激しい銃撃戦を繰り広げ治安部隊側、カルテル側双方で死者が出る等した。
2024年7月25日、アメリカ司法省はホアキン・グスマンの次男であるホアキン・グスマン・ロペスと共にイスマエル・サンバダを逮捕したと発表した。
この逮捕劇は、ホアキン・グスマン・ロペスが仕組んだものとされ、カルテルはイスマエル・サンバダに忠誠を誓う「ラ・マイサ」と、ホアキン・グスマンの息子たちに忠誠を誓う「ロス・チャピトス」の二つに分かれて激しい内部抗争を繰り広げることとなった。

## 関連
- メキシコ麻薬戦争